# AT Verlag
Der AT Verlag ist ein Schweizer Sachbuchverlag mit Geschäftssitz in Aarau und einem Büro in München.

## Gründung
Der Verlag wurde 1978 in Aarau als Unternehmensbereich der Aargauer Tagblatt AG gegründet. Ab 1996 war der AT Verlag eine Unternehmenssparte der AZ Medien, ab 2018 Teil der CH Media. Seit Oktober 2020 ist der Verlag eine eigenständige, unabhängige AG.

## Programm
Der Verlag publiziert seit 1978 Sachbücher in folgenden Themenbereichen:
- Kochen
- Heilen / Gesundheit
- Pflanzen / Natur
- Outdoor / Werken
- Wandern / Schweiz

Weitere Themengebiete sind essbare Wildpflanzen und die Enzyklopädie der psychoaktiven Pflanzen. Pro Jahr erscheinen ca. 40 neue Titel.

## Autoren
Zu den Autoren zählen unter anderem Wolf-Dieter Storl, Annemarie Wildeisen, Tanja Grandits, Andreas Caminada, Hugh Fearnley-Whittingstall, Christian Rätsch, Steffen G.  Fleischhauer, Susanne Fischer-Rizzi, Daniel Anker, Douce Steiner und Dominik Flammer.